# Erand Hoxha
Erand Hoxha (5 de diciembre de 1987 Librazhd, Albania) es un actor albanés y productor. Es conocido por sus papeles en Combustión, The Fate of the Furious, Longmire (Serie de TV ) y Night Manager

## Biografía
Erand Hoxha nació el 5 de diciembre de 1987 Librazhd, Albania. Erand descubrió su pasión por la actuación a una edad temprana. Lleno de ambición, ha estado persiguiendo su objetivo, dedicando su tiempo y energía a los temas de cine y actuación.
Erand estudió escuela de leyes y después de graduarse trabajó como abogado por más de 3 años en la oficina de su padre, pero sus sueños de actuar nunca murieron. En 2013 se le dio la oportunidad de jugar la primera película y desde ese día no se detuvo a expresar su pasión por la actuación.
Sin embargo, Erand no es solo un actor: tiene un gran interés en todos los aspectos de la cinematografía y ya ha adquirido cierta experiencia en los campos de la dirección y la producción. Fue el productor asociado de la exitosa producción de cine albanés internacionalmente exitosa
Erand actualmente continúa su formación profesional para ser actor al tomar lecciones de elocución con el fin de mejorar aún más sus habilidades y prepararse para nuevos proyectos cinematográficos internacionales en el futuro.

## Filmografía
| Year | Title                     | Role              |
| ---- | ------------------------- | ----------------- |
| 2017 | Elvis Walks Home          | Deniro            |
| 2017 | Warrior Road              | Andy              |
| 2017 | The Fate of the Furious   | Tourist           |
| 2016 | Una (film)                | Packer            |
| 2016 | Warrior Road              | Andy              |
| 2016 | Fuoco amico               | Police Officer    |
| 2016 | Pit Stop Mafia            | Zjarrmi           |
| 2016 | The Night Manager         | Guard             |
| 2016 | Quantum Break             | Sniper            |
| 2016 | Bates Motel (TV series)   | Tour              |
| 2016 | Auf kurze Distanz         | Cop 2             |
| 2016 | Real Detective            | Detective Hogan   |
| 2016 | Longmire (TV series)      | Rolf              |
| 2015 | Unreal Estate (TV series) | Taxi Driver       |
| 2015 | Drejt Fundit              | Papo              |
| 2015 | Alarm für Cobra 11        | Police Force      |
| 2015 | Lavalantula               | Stuns Spider      |
| 2014 | Albanian Action           | Shottas           |
| 2014 | Kite                      | The lawyer        |
| 2014 | Jack Ryan: Shadow Recruit | Cherevin's Driver |
| 2013 | Combustión (película)     | Gorila 2          |
| 2013 | The Best Offer            | Dealer            |

## Producciones
| Year | Title               | Role     |
| ---- | ------------------- | -------- |
| 2016 | Pit Stop Mafia      | Producer |
| 2016 | Cheating for Papers | Producer |
| 2014 | Albanian Action     | Producer |
| 2014 | Gledi               | Producer |
| 2014 | Metropol            | Producer |
| 2013 | The Last Sight      | Producer |